# Estación Vila Madalena
La Estación Vila Madalena es una estación de la Línea 2-Verde del Metro de São Paulo. 
Inaugurada en 1998, está situada en la Plaza Américo Jacomino con acceso por la calle Heitor Penteado.
Está unida a una terminal de ómnibus urbanos, y está situada en el distrito Alto de Pinheiros.

## Características
Estación enterrada compuesta por entrepiso de distribución y plataformas laterales. Posee acceso para personas con discapacidades físicas.
Capacidad de hasta 20.000 pasajeros por día.
Área construida de 9.600 m².

## Líneas de SPTrans
Líneas de la SPTrans que salen de la Estación Vila Madalena:

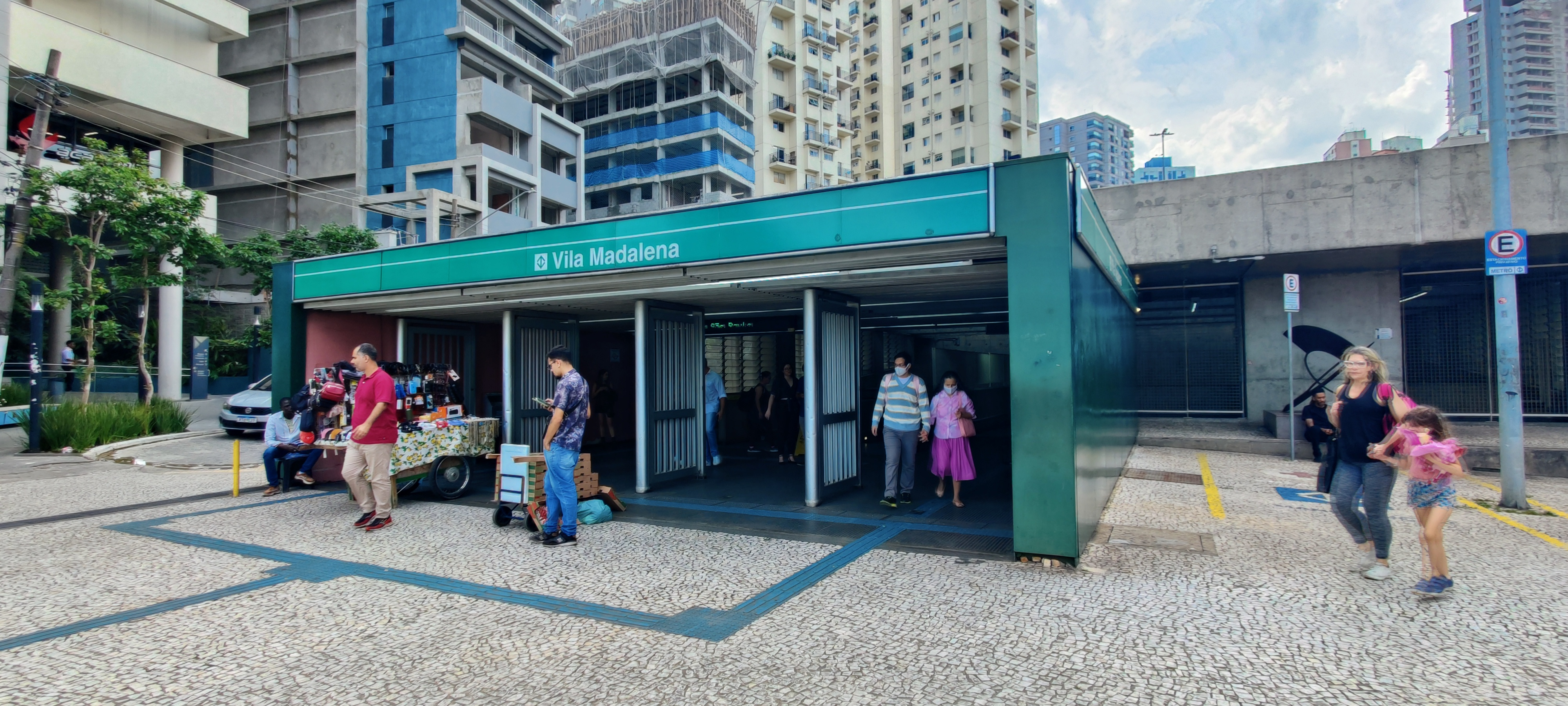
Entrada a la estación

| Línea | Prefijo | Destino           |
| ----- | ------- | ----------------- |
| 177X  | 10      | Jardim Pery Alto  |
| 701A  | 10      | Parque Edu Chaves |
| 7725  | 10      | Rio Pequeno       |
| 8047  | 10      | Jaraguá           |

## Alrededores
- Radio Brasil 2000[3]
- Iglesia Comunidad Nossa Sra. de Lourdes[3]
- Iglesia Bautista[3]
- Federación de los Bandeirantes de Brasil[3]

## Obras de arte
Escultura instalada en la Plaza Américo Jacomino.
- Homenaje a "Galileo Galilei II", Cleber Machado, Escultura (2007), Estructura en acero corten, resina de epoxy y granalla de acero (altura 2 m).

## Tabla
| Sigla | Estación      | Inauguración            | Capacidad                  | Integración                                                                      | Plataformas | Posición    | Comentarios                                   |
| ----- | ------------- | ----------------------- | -------------------------- | -------------------------------------------------------------------------------- | ----------- | ----------- | --------------------------------------------- |
| VMD   | Vila Madalena | 21 de noviembre de 1998 | 20 mil pasajeros hora/pico | Bilhete Único de SPTrans Ponte Orca con la estación Cidade Universitária de CPTM | Laterales   | Subterránea | Estación con estructura de concreto aparente. |